# 北見ハッカ記念館
北見ハッカ記念館（きたみハッカきねんかん）は、北海道北見市にある資料館。この項目では隣接する薄荷蒸溜館（はっかじょうりゅうかん）についても記載している。

## 概要
前身は1935年（昭和10年）に保証責任北海道信用購買販賣組合聯合會（北聯、現在のホクレン農業協同組合連合会）北見薄荷工場の研究所として建てられた施設であり、1983年（昭和58年）の工場閉鎖後にホクレンから備品も含め北見市に寄贈され、1986年（昭和61年）に「北見ハッカ記念館」として開館した。なお、記念館設置に伴い工場閉鎖時の建物を東1号道路沿いから奥に移動している。往年には出荷額ベースで世界の70 %を占めるまでに成長し、地域の発展の礎となった「北見のハッカ」に関する施設として、1996年（平成8年）に北見市の「指定文化財」となり、2007年（平成19年）には経済産業省による「近代化産業遺産」（北海道における近代農業、食品加工業などの発展の歩みを物語る近代化産業遺産群）に認定された。薄荷蒸溜館はハッカ農家による一連の工程を理解することを目的にしており、当時のハッカ小屋（木造）をイメージして2002年（平成14年）から公開を始めた。
施設のまわりはハーブガーデン（ハーブ園）になっており、2001年（平成13年）に「北見のハッカとハーブ」は環境省による「かおり風景100選」に選定されている。

## 施設
北見ハッカ記念館
- 1階
  - 展示室「人とハッカ」
  - 展示室「製品のできるまで」
- 2階
  - 展示室「ホクレン北見薄荷工場」
  - 展示室「ハッカとそのなかまたち」
  - 資料室

薄荷蒸溜館
- 蒸留器
  - 天水釜式蒸溜器（明治から大正時代にかけて使用）
  - 箱蒸籠型蒸溜器（大正から昭和初期にかけて使用）
  - 田中式薄荷蒸溜器（昭和5年から昭和50年頃まで使用）※近代化産業遺産[5]
  - ホクレンＡ式蒸溜器（鉄釜で昭和40年から昭和50年頃まで使用）
- 資料閲覧コーナー
- 売店

## 参考資料
- “北見ハッカ史”.   北見ハッカ通商. 2017年10月7日閲覧。
- “世界一のハッカ工場”.   北見ハッカ通商. 2017年10月7日閲覧。
- “⑪北見ハッカ記念館”. 鈴木商店記念館.  鈴木商店. 2017年10月7日閲覧。